# マルコ・シュティパーマン
マルコ・シュティパーマン（Marco Stiepermann, 1991年2月9日 - ）は、ドイツのサッカー選手。ポジションはミッドフィーダー。ヴッパーターラーSVボルシア所属。

## 経歴
1998年にボルシア・ドルトムントの下部組織に入り、2008-09シーズンにリザーブチームに昇格した。2009年12月13日、VfLヴォルフスブルク戦でリーグ戦デビューを果たした。
2012年5月29日、エネルギー・コットブスと3年契約を結んだ。
2013-14シーズン、2部に降格したSpVggグロイター・フュルトと3年契約を結んだ。
2016年6月16日、VfLボーフムに加入した。
2017年8月6日、ノリッジ・シティFCの3年契約を結んだ。
2021年8月17日、SCパーダーボルン07に1年契約で移籍した。
2022年、ヴッパーターラーSVボルシアに移籍した。